# 경주 남산 용장사곡 삼층석탑
경주 남산 용장사곡 삼층석탑(慶州 南山 茸長寺谷 三層石塔)은 대한민국 경상북도 경주시 남산 용장사곡에 있는, 남북국 시대 신라의 삼층석탑이다. 1963년 1월 21일 대한민국의 보물 제186호로 지정되었다.

## 개요
용장사는 매월당 김시습이『금오신화』를 쓰며 머물던 곳으로 잘 알려져 있으며 현재 몇 군데의 석축(石築)이 남아있어 절터였음을 짐작하게 해줄 뿐이다. 절을 감싸고 뻗은 동쪽 바위 산맥의 높은 봉우리에 서 있는 이 탑은 2단의 기단(基壇) 위에 세워진 3층 석탑이다.
자연암석을 아래층 기단으로 삼고, 그 위로 바로 위층 기단이 올려져 있다. 즉, 자연암석이 아래층 기단일 수도 있고 그 아래 바위산 전체가 또한 아래층 기단일 수도 있는 셈이다. 위층 기단은 네 모서리와 중앙에 기둥조각을 새기고 2장의 판돌로 덮어 기단을 마감하였다.
탑신(塔身)은 지붕돌과 몸돌을 별도의 석재로 조성하였다. 1층 몸돌은 상당히 높은 편이고 2층부터는 급격히 줄어들고 있다. 지붕돌은 밑면의 받침이 각 층 4단이고 처마는 직선을 이루다가 귀퉁이에서 경쾌하게 들려 있다. 꼭대기의 머리장식은 없어져 원래의 상태를 알 수 없고 쇠막대를 꽂았던 구멍만 남아 있다.
쓰러져 있던 것을 1922년에 재건하였는데, 사리장치는 없어진 지가 이미 오래되었다고 한다. 각 부의 조화가 아름다우며 주변 자연과의 조화 속에 장관을 이루고 있는 통일신라 후기의 대표적인 작품이다.

## 같이 보기
- 삼층석탑

## 참고 자료
- 경주 남산 용장사곡 삼층석탑 - 국가유산청 국가유산포털